# Coridel Entertainment
Coridel Entertainment (en hangul, 코리델 엔터테인먼트) es una discográfica surcoreana establecida en 2015 por Tyler Kwon y es activo en la creación, desarrollo, producción y financiación de importantes películas, dramas y música. La compañía también participa en el manejo de los artistas.

## Historia
Coridel Entertainment fue fundada en 2015 como una filial de Coridel Group, con sede en Nueva York, Estados Unidos. Se combinó con un sello discográfico llamado Clear Company, que gestiona a Playback y álbumes y conciertos de Jeff Bernat, en 2015.
El 28 de febrero de 2016, Jessica Jung, exmiembro del grupo femenino de Corea del Sur Girls' Generation y propietaria de la marca de moda BLANC & ECLARE, firmó un contrato exclusivo con Coridel Entertainment. El 17 de mayo de 2016, Coridel Entertainment lanzó su primer álbum desde que se fue Girls' Generation en 2014 y se separó de su anterior compañía S.M. Entertainment en 2015, llamado With Love,J, que incluye el primer sencillo «Fly».

## Artistas

### Grupos
- Playback

### Solistas
- Jeff Bernat
- Jessica Jung

## Discografía

### 2016
| Artista      | Título          | Fecha               | Formato              | Idioma  | Discográfica                         |
| ------------ | --------------- | ------------------- | -------------------- | ------- | ------------------------------------ |
| Jessica Jung | With Love, J    | 17 de mayo de 2016  | EP, descarga digital | Coreano | Coridel Entertainment, Interpark INT |
| Jeff Bernat  | In The Meantime | 16 de enero de 2016 | Álbum de estudio     | Inglés  | Coridel Entertainment                |